# لیو هندریک بیکلند
لیو هندریک بِیکلند (به انگلیسی: Leo Hendrik Baekeland) از شیمیدانان مشهور معاصر بلژیک می‌باشد که در سال ۱۹۰۵ موفق به ساختن پلاستیک‌های مصنوعی گردید. محصولات پلاستیکی جدید عایق الکتریسیته و حرارت می‌باشد در نتیجه سعی و کوشش باکلند پدید آمده‌اند.